# إليزابيث فيليب الفرنسية
إليزابيث فيليب الفرنسية أو المدام إليزابيث (بالفرنسية:  Élisabeth Philippe de France؛ 3 مايو 1764 - 10 مايو 1794)؛  كانت أميرة فرنسية، بحيث أنها أصغر أبناء الدوفين لويس والدوفينة ماري جوزيف، وشقيقة الصغرى لـ لويس السادس عشر ولويس الثامن عشر وشارل العاشر، كانت مقربة من شقيقتها الكبرى كلوتيلد التي أصبحت لاحقاً ملكة سردينيا القرينة، بقيت إليزابيث بجانب شقيقها وعائلته خلال الثورة الفرنسية وتم إعدامها في ساحة الثورة في باريس خلال عهد الإرهاب، اعتبرت شهيدة من قبل الكنيسة الكاثوليكية، وأعلنها البابا بيوس الثاني عشر بأنها خادمة لله.

## حياتها المبكرة

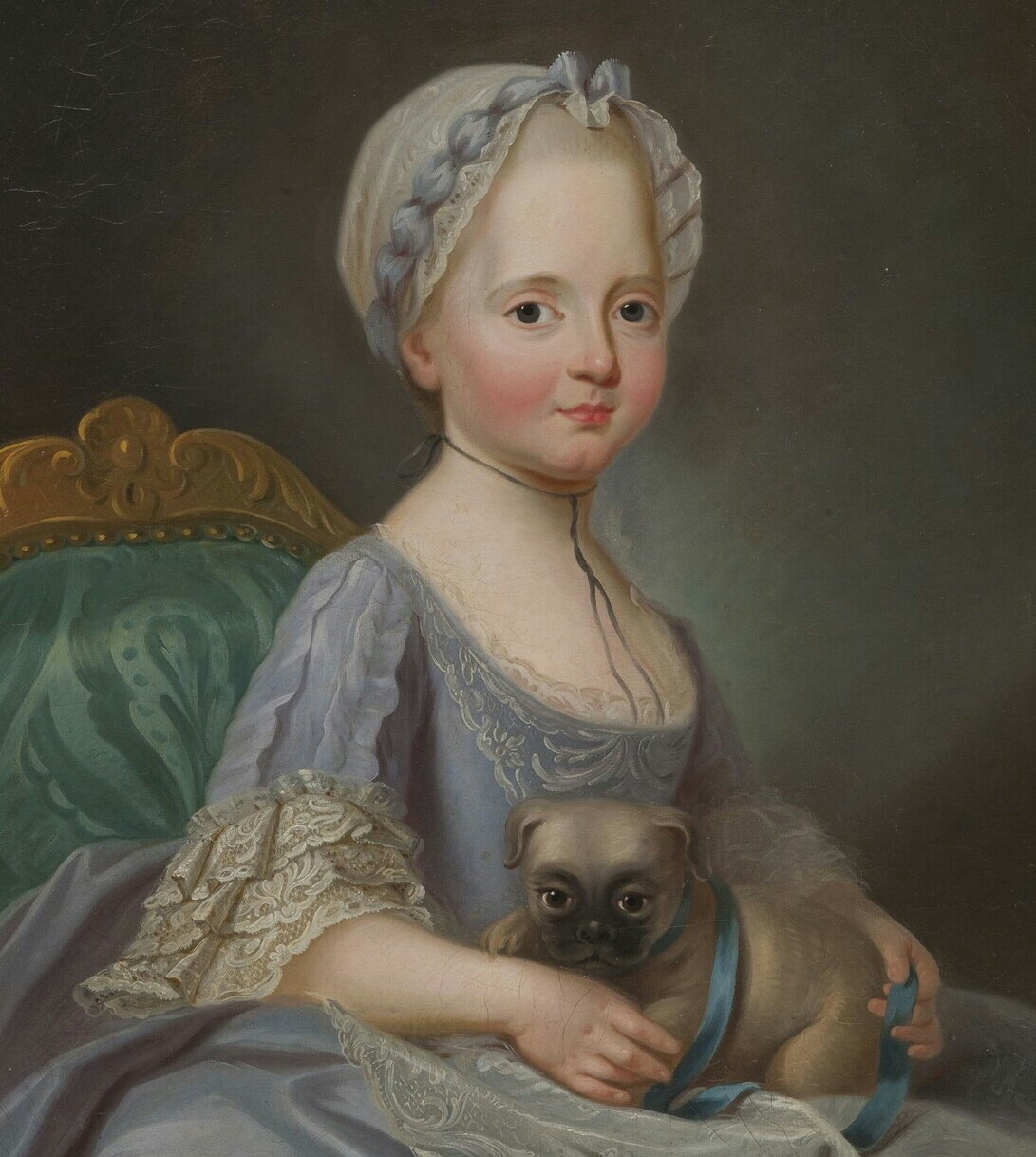
إليزابيث وهي صغيرة بريشة جوزيف دوكرو 1768

ولدت إليزابيث فيليب ماري هيلين في 3 مايو 1764 في قصر فرساي، وكانت الإبنة الصغرى للدوفين لويس وزوجته ماري جوزيف من ساكسونيا. كانوا أجدادها لويس الخامس عشر وماري ليزينسكا من بولندا. بصفتها حفيدة الملك كانت ابنة فرنسا الصغرى (Petite-Fille de France).
عند وفاة والدها في عام 1765، أصبح شقيق إليزابيث الأكبر لويس أوغست هو الدوفين (الوريث الظاهر للعرش الفرنسي). توفيت والدتهم ماري جوزيف في مارس 1767 بسبب السل. أصبحت إليزابيث يتيمة في الثانية من عمرها فقط، مع أشقائها الأكبر سناً.
أصبحت إليزابيث وشقيقتها الكبرى، كلوتيلد في رعاية مربية الأطفال الملكيين، المدام دو مارسان. كانوا الشقيقات مختلفين جداً بالشخصية. في حين وصفت إليزابيث بأنها فخورة وغير مرنة وعاطفية، ووصفت كلوتيلد بأنها تتمتع بمزيد من السعادة، والتي تحتاج فقط إلى التدرب والتطوير. لقد تلقوا التعليم المثالي للأميرات الملكيات، مع التركيز على الإنجازات والدين والفضيلة والتعليم أخضعت كلوتيلد نفسها لها عن طيب خاطر. تم تعليمهم في علم النبات وفي التاريخ والجغرافيا والدين، وتبعوا البلاط بين القصور الملكية، مع تقسيم أيامهم بين الدراسات. غالباً ما كانت مدام دو مارسان تأخذها لزيارة الطلاب في سانت لويس، حيث يتم تقديم النساء من أجل التعرف على الأميرة.
بينما وُصفت كلوتيلد بأنها تلميذة سهلة الانقياد وجعلت نفسها محبوبة من كل من اقترب منها، رفضت إليزابيث منذ فترة طويلة الدراسة، قائلة إنه "هناك دائمًا أشخاص في متناول اليد من واجبهم أن يفكروا في الأمراء"، وعاملت موظفيها مع نفاد الصبر. فضلت المدام دو مارسان إليزابيث على شقيقتها كلوتيلد، مما جعل إليزابيث تغار وأصبح مشاكل بين الشقيقات بسبب ذلك. تحسنت علاقتهما عندما مرضت إليزابيث وأصرت كلوتيلد على الرعاية بها، وخلال هذه الفترة قامت أيضاً بتدريس إليزابيث الأبجدية وأعطتها اهتماماً بالدين، مما أدى إلى تغيير كبير في شخصيتها. سرعان ما أصبحت كلوتيلد صديقة ومعلمة ومستشارة لشقيقتها. بعد ذلك، أعطيت إليزابيث لماري أنجيليك دي ماكاو كمعلمة لها، والتي قيل أنها كانت تتمتع بالحزم الذي يثني المقاومة، واللطف الحنون الذي يلهم التعلق، والتي في ظل تعليمها أحرزت إليزابيث تقدماً في تعليمها، فضلاً عن تطويرها ليونة. بإرادتها القوية الموجهة نحو المبادئ الدينية.
في عام 1770، تزوج شقيقها الأكبر الدوفين ماري أنطوانيت من النمسا. وجدت ماري أنطوانيت إليزابيث مرحة، وأصبحت تفضلها على شقيقتها كلوتيلد، مما تسبب في بعض الإهانات في البلاط.

## حياتها في عهد لويس السادس عشر

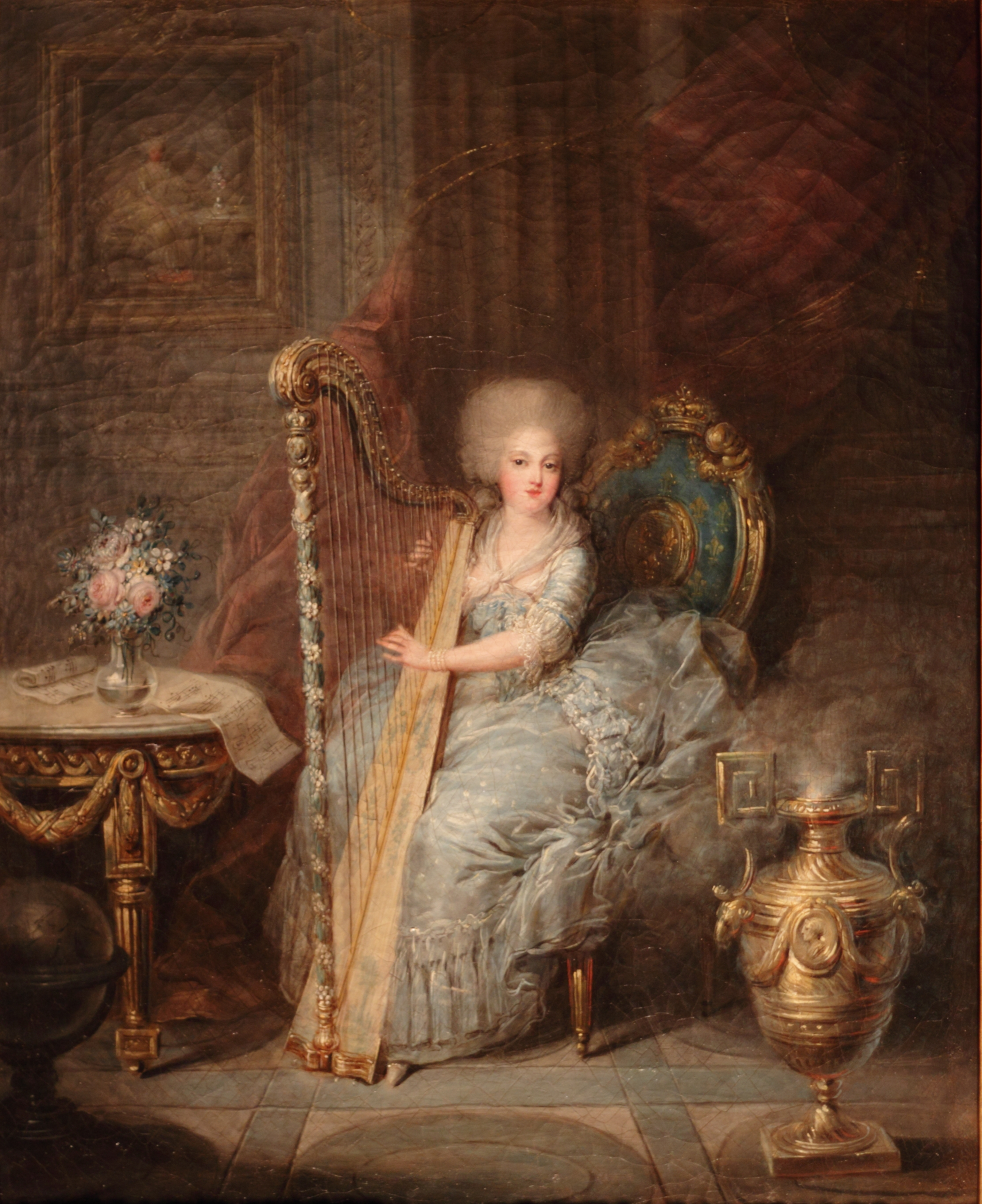
المدام إليزابيث تعزف بالقيثار السومري

في 10 مايو 1774، توفي جدها لويس الخامس عشر وتولى شقيقها الأكبر لويس أوغست العرش باسم لويس السادس عشر.
في أغسطس 1775، غادرت شقيقتها كلوتيلد فرنسا لتتزوج من ولي عهد سردينيا. تم وصف الوداع بين الشقيقات بأنه شديد ، حيث لم تترك إليزابيث ذراعي كلوتيلد.

### البلوغ
في 17 مايو 1778، بعد زيارة البلاط لمارلي، غادرت المدام إليزابيث غرفة الرعاية بالصغار رسمياً وأصبحت بالغة عندما سلمها شقيقها، بناءً على رغبة الملك، إلى الملك من قبل مربيتها وأعطتها ملكيتها الخاصة. الأسرة، مع ديان دي بولينياك كخادمة شرف وبون ماري فيليسي دي سيرينت كوصيفة ملكية.
جرت عدة محاولات لترتيب زواج لها. كان أول شريك مقترح هو جوزيه أمير البرازيل. لم تعترض على الفكرة، ولكن قيل إنها شعرت بالراحة عندما توقفت المفاوضات.
بعد ذلك، عرض عليها دوق أوستا فيتوريو إيمانويل (لاحقاً ملك سردينيا) بالزواج. ومع ذلك لم تعتبر البلاط الملكي الفرنسي أنه من المناسب أن تتزوج أميرة فرنسية من أمير ذو مكانة أدنى من تلك التي يتمتع بها الملك أو وريث العرش، وتم رفض الزواج نيابة عنها.
أخيراً، تم اقتراح الزواج بينها وبين شقيق ماري أنطوانيت، جوزيف الثاني، الإمبراطور الروماني المقدس، الذي كان لديه انطباع جيد عنها منذ زيارته إلى فرنسا في العام السابق، وعلق بأنه كان منجذباً بحيويتها. العقل وشخصيتها الودودة. ومع ذلك، رأى الحزب المناهض للنمسا في البلاط أن التحالف بين فرنسا والنمسا يتعارض مع مصالح فرنسا، وبحلول عام 1783، تم إيقاف خطط الزواج أخيراً ولم يتم تقديم أي اقتراحات أخرى للزواج. كانت إليزابيث نفسها راضية عن الزواج، كما لو كانت لأمير أجنبي، مما سيجبرها على مغادرة فرنسا.
لم تلعب إليزابيث أي دور ملكي قبل الثورة. اعتبرت البلاط الملكي منحطاً وخطراً على رفاهيتها الأخلاقية، وتصرفت على إبعاد نفسها عنه، ولم تحضر البلاط إلا عندما كان وجودها ضرورياً للغاية أو عندما سألها الملك أو الملكة صراحة. عندما غادرت غرفة الأطفال الملكية وشكلت منزلها الخاص كشخص بالغ، ورد أنها عقدت العزم على حماية نفسها من التهديدات الأخلاقية المحتملة من حياة البلاط من خلال الاستمرار في اتباع المبادئ التي وضعها مربيها ومعلموها خلال طفولتها. تكريس أيامها لجدول زمني من التعبد الديني، والدراسة، وركوب الخيل والمشي، والإختلاط فقط مع النساء الذين علموها والمرتبطين بها، ونساء سانت لويس، والراهبات في سان دوني.
وكثيرا ما كانت تزور خالتها لويز الراهبة في دير سان دوني الكرملي. الملك الذي كان قلقاً من أن تصبح راهبة، قال ذات مرة لا أطلب شيئاً أفضل من أن تذهبين لرؤية عمتك، بشرط ألا تصبحين مثلها، إليزابيث، أنا بحاجة إليك. كانت إليزابيث من أشد المؤمنين بالملكية المطلقة، وكانت تحترم بشدة منصب شقيقها الأكبر الملك، واعتبرت أن من واجبها أن تقف إلى جانبه. على المستوى الشخصي، كرست بشدة لشقيقها الثاني، الكونت بروفانس. كان شقيقها الأصغر، كونت أرتوا، مختلفاً عنها وكانت تلقته أحياناً محاضرة حنون بسبب فضائحه، على الرغم من إعجابه بها.

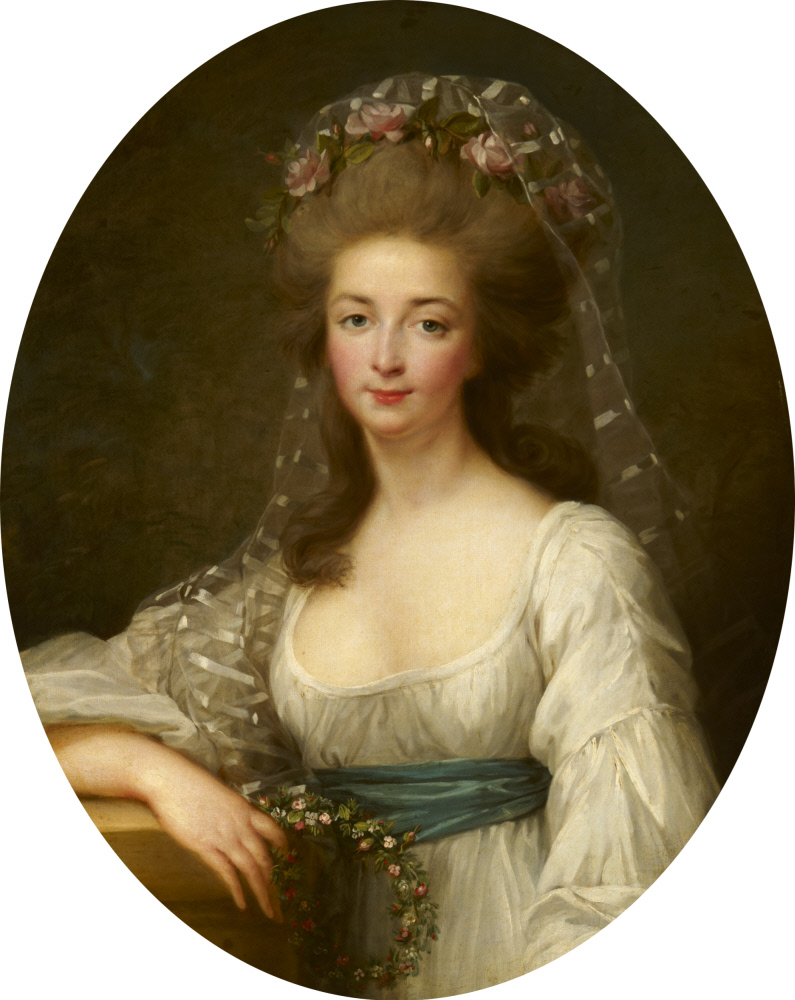
الأميرة إليزابيث بريشة إليزابيث لويز فيغ لوبرون

كانت علاقتها بالملكة ماري أنطوانيت معقدة، حيث كانا مختلفين تماماً. وبحسب ما ورد وجدت ماري أنطوانيت إليزابيث مرحة عندما دخلت البلاط لأول مرة كشخص بالغ:
"الملكة مفتونة بها. إنها تخبر الجميع أنه لا يوجد شخص أكثر ودية، وأنها لم تكن تعرفها جيدًا من قبل، لكنها الآن جعلتها صديقتها وأن ذلك سيكون مدى الحياة."
ومع ذلك، كانت إليزابيث قريبة من عماتها، سيدات فرنسا
معارضتهم الشديدة لإصلاحاتها الغير الرسمية في الحياة القضائية، وشاركت إليزابيث وجهة النظر الأخيرة، باعتبارها ملكية، اعتبرت تجاهل الملكة لقواعد السلوك تهديداً للنظام الملكي، ولاحظت ذات مرة فيما يتعلق بذلك غالباً ما كانت تنحدر إلى الناس، وكان الناس يقتربون بما يكفي ليروا أن الملكة كانت مجرد امرأة جميلة، وأنهم سيخلصون قريبًا إلى أن الملك كان مجرد الأول بين المسؤولين. حاولت أيضًا انتقاد سلوك الملكة في هذا الصدد، لكنها لم تفعل ذلك علناً، وبدلاً من ذلك طلبت من خالتها المدام أديلايد أن تفعل ذلك نيابة عنها. وبغض النظر عن هذه الاختلافات، فقد قامت أحياناً بزيارة ماري أنطوانيت في تريانون حيث كانوا يصطادون في البحيرة الاصطناعية، ويشاهدون الأبقار تُحلب، ويرحبون بالملك وإخوته لتناول العشاء بفساتين قطنية بيضاء، وقبعات من القش وشاش، وهي وافقت في مناسبة واحدة على الأقل على المشاركة في أحد عروض الملكة المسرحية للهواة. أصبحت مكرسة لأبناء الملك والملكة، ولا سيما أول دوفين وماري تيريز. أصبحت إليزابيث العرابة لصوفي هيلين بياتريس عام 1786، وفي نفس العام شاركت في الذكرى المئوية لمدرسة القديس لويس، التي اهتمت بها كثيراً.
في عام 1781، منحها شقيقها الملك مونتروي قريبة من فرساي كملاذ خاص، وقد قدمته لها الملكة بالكلمات: "أختي، أنت الآن في المنزل. هذا المكان سيكون تريانون الخاص بك." لم يسمح لها الملك بقضاء لياليها في مونتروي حتى بلغت الرابعة والعشرين من عمرها، لكنها عادة ما تقضي أيامها بأكملها هناك من قداس الصباح حتى عادت إلى فرساي لتنام في مونتروي، اتبعت جدولاً يقسم أيامها إلى ساعات للدراسة، وممارسة الرياضة بالركوب أو المشي، والعشاء والصلاة مع الوصيفات الملكيات مستوحاة من الجدول الذي حددته مربياتها خلال طفولتها. اهتمت إليزابيث بالبستنة وشاركت في الأعمال الخيرية في قرية مونتروي القريبة. كان معلمها السابق ليمونييه هو جارها في مونتروي، وقد أطلقت عليه اسم ألمونيه لتوزيع جمعيتها الخيرية في القرية. نشأ تبادل دائم للمصالح بينهما. شارك الأستاذ المتعلم دراساته النباتية في حديقته مع الأميرة، وحتى تجاربه في معمله، وفي المقابل، ادخلت المدام إليزابيث صديقتها معها في جمعياتها الخيرية، وجعلتها لها في القرية. استوردت أبقاراً من سويسرا والسويسري جاك بوسون لإدارتها. بناءً على طلبه، أحضرت أيضلً والديه وابنة عمه ماري إلى مونتروي، وتزوجت ماري منه ووضعتها كساقية الحليب لها، ورتبت لعائلة بوسون رعاية مزرعتها في مونتروي، لإنتاج الحليب والبيض الذي وزعته. لأطفال القرية الفقراء. اعتبرت البلاط هذا الأمر بمثابة جمال خلاب، وكان جاك بوسون هو الذي صورته المدام دو ترافان في قصيدة "بوفر جاك"، والتي أصبحت مشهورة جداً وتم إعدادها للموسيقى.

## الثورة الفرنسية

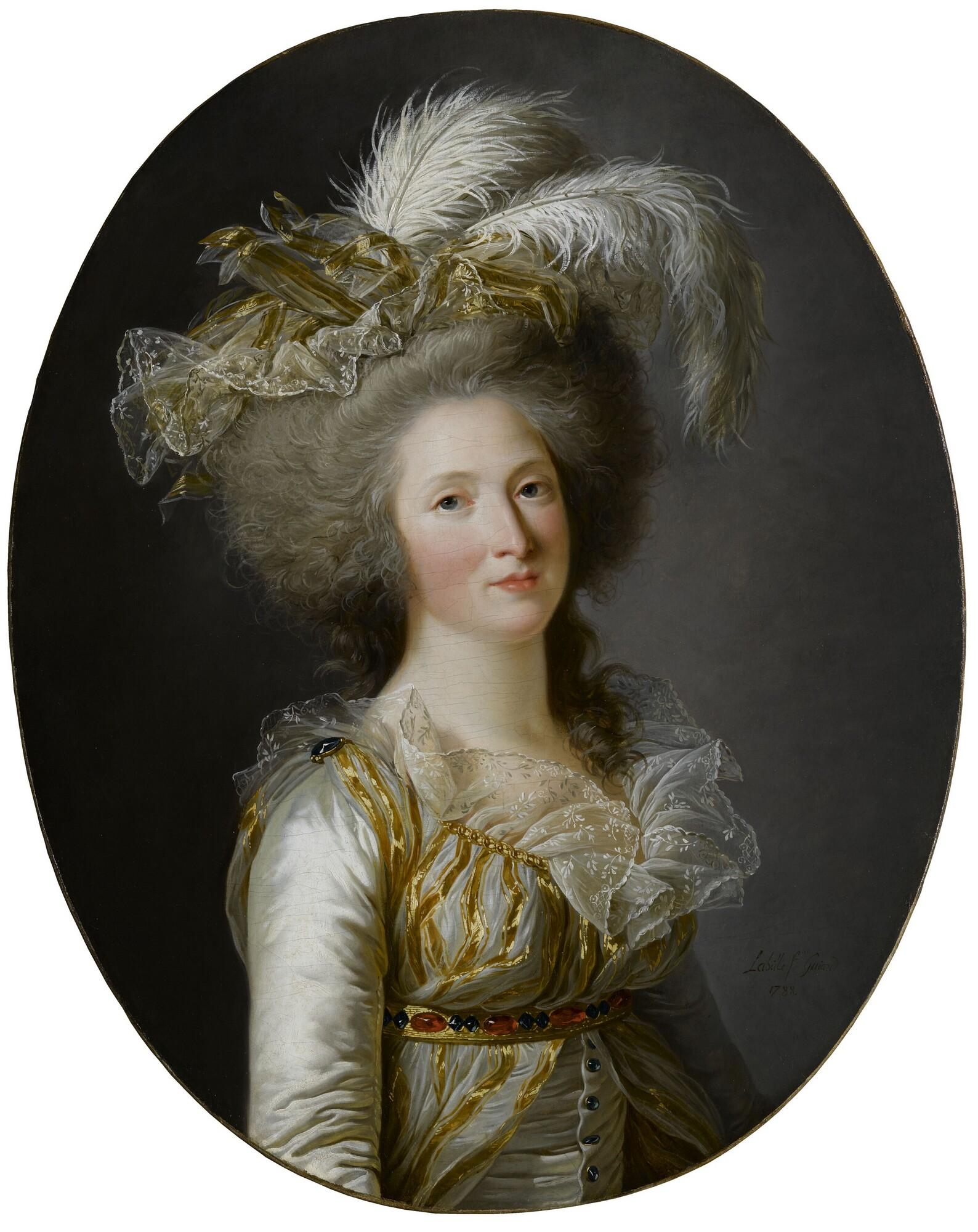
المدام إليزابيث بريشة أديلايد لابيه جيار، 1788

كانت إليزابيث أقوى محافظة في الأسرة المالكة. على عكس أرتوا، الذي غادر فرنسا بأمر من الملك في 17 يوليو 1789 بعد ثلاثة أيام من اقتحام سجن الباستيل،  رفضت إليزابيث الهجرة عندما اتضحت خطورة الأحداث التي بدأتها الثورة الفرنسية.
في 5 أكتوبر 1789، شاهدت إليزابيث المسيرة النسائية في فرساي من مونتروي، وعادت على الفور إلى قصر فرساي. ونصحت الملك بتنفيذ قمع قوي وسريع لأعمال الشغب بدلاً من التفاوض، وبأن تنتقل الأسرة المالكة إلى بلدة أخرى بعيدة عن باريس، حتى تتحرر من أي تأثير للفصائل. تم الرد على نصيحتها من قبل نيكر، وتقاعدت في شقق الملكة. لم تنزعج عندما اقتحم الغوغاء القصر لاغتيال الملكة ماري أنطوانيت، بل استيقظت ودعت الملك الذي كان قلقلً عليها. عندما طالب الغوغاء الملك بالعودة معهم إلى باريس، ونصحه لافاييت بالموافقة، فشلت إليزابيث نصحت الملك بطريقة مختلفة:
سيدي، لا يجب أن تذهب إلى باريس. ما زلت تكرس كتائب، حراس مخلصين، سيحميون تراجعك، لكنني أناشدك يا أخي ألا تذهب إلى باريس. 
رافقت إليزابيث الأسرة المالكة إلى باريس، حيث اختارت العيش معهم في قصر التويلري بدلاً من عماتها أديلايد وفيكتوار، في قصر بلفيو. في اليوم التالي لوصولهم، صرحت مدام دو تورزيل أن حشود كبيرة في الخارج أيقظت الأسرة المالكة، وأن كل فرد من أفراد الأسرة مجبر على إظهار نفسه للجمهور مرتدياً الزي الوطني.
في التويلري، تم إيواء إليزابيث في بافيلون دو فلور. في البداية في الطابق الأول بجانب الملكة، ذهبت مع أميرة لامبال إلى الطابق الثاني في بافيليون دو فلور بعد أن صعدوا بعض النساء من سوق السمك إلى شقتها من خلال النوافذ.
على عكس الملكة ذو سمعة سيئة، تمتعت إليزابيث بسمعة طيبة بين الجمهور، وأشاروا إليها باسم "القديسة جينيفيف التويلري" من قبل النسار في لاس هال. تم وصف حياة البلاط في التويلري بأنها خافتة. حضرت إليزابيث العشاء مع العائلة المالكة، وعملت على نسيج مع الملكة بعد العشاء وشاركت في عشاء العائلة المسائي مع شقيقها الكونت وزوجته الكونتيسة بروفنس كل يوم، واستمرت في إدارة ممتلكاتها في مونتروي عن طريق الرسائل. كما حافظت على مراسلات مهمة مع الأصدقاء داخل وخارج فرنسا، ولا سيما إخوتها المنفيين وصديقتها ماري أنجيليك دو بومبيليس، والتي تم الحفاظ عليها وتصف آرائها السياسية.
في فبراير 1791، قررت بعدم الذهاب لروما مع عماتها أديلايد وفيكتوار.

### الذهاب إلى فارين
في يونيو 1791، رافقت العائلة المالكة في محاولتها الفاشلة للهروب، والتي تم إيقافها في فارين، حيث أجبروا على العودة إلى باريس. خلال الرحلة، مرّت المدام دو تورزل بدور بارونة كورف، والملك بصفته خادمها، والملكة كخادمة لها، وإليزابيث كممرضة للأطفال.
لم تقم بدور قيادي في الرحلة الشهيرة، لكنها لعبت دوراً في طريق عودتهم إلى باريس. بعد فترة وجيزة من مغادرة إبيرناي عند عودتهم، انضمت إلى الحزب ثلاثة مبعوثين من الجمعية، وانضم إليهم الاثنان أولاً داخل العربة. خلال الرحلة، تحدثت إليزابيث مع بارناف لعدة ساعات في محاولة لتبرير محاولة هروب الملك ووصف آرائه عن الثورة.
من جهته وصف بيتيون إليزابيث بأنها جذبت إليه خلال الرحلة، ألمحت إليزابيث نفسها لاحقًا إلى هذا في رسالة من خلال تعليقها بأنها تذكرت بعض الملاحظات الغريبة التي أبداها أثناء رحلته إلى فارين. في النزل في دورمانز، ورد أن الضابط جان لاندرو قد اتصل بإليزابيث، الذي استخدمها كوسيط في محاولته الفاشلة لمساعدة الأسرة على الهروب عبر النافذة وعبر النهر إلى فينسيلز. عند العودة إلى باريس، اصطحبت إليزابيث وتورزيل من العربة إلى القصر من قبل بارناف ولا تور موبورج على التوالي وأخيراً بعد الملك والملكة وأولاد الملك، بينما كان الجمهور قد استقبل الملك بالصمت، والملكة بكره ، والأطفال بهتافات، لم يكن هناك رد فعل علني خاص لإليزابيث وتورزيل.
بعد عودتهم، تم وضع الملك والملكة والدوفين ومربية تورزيل تحت المراقبة. لكن لم يتم تكليف أي حراس بمراقبة ابنة الملك أو شقيقاه، وكانت إليزابيث في الواقع حرة في المغادرة في أي وقت تشاء. اختارت البقاء مع شقيقها وزوجة شقيقتها، وفقًا لتورزيل، "كتعزية لهم أثناء أسرهم. دائماً ما تضاعف اهتمامها بالملك والملكة وأطفالهما بما يتناسب مع مصائبهم". وقد حثها أحد مراسليها على الانضمام إلى عماتها في روما، لكنها رفضت.

### أحداث 1792
في 20 فبراير 1792، رافقت إليزابيث الملكة إلى المسرحية الإيطالية، والذي تم تذكره على أنه آخر مرة قامت فيها الملكة بمثل هذه الزيارة وتم الإشادة بها علناً، كما حضرت الاحتفالات الرسمية بعد توقيع الملك على الدستور الجديد، واحتفال الاتحاد في 14 يوليو 1792. دفع الدستور الجديد شقيقيها المنفيين لإعداد وصية في المنفى الفرنسي، وأبلغت إليزابيث شقيقها كونت أرتوا بالتغييرات السياسية في القانون. عارضت دون جدوى موافقة الملك على المرسوم ضد الكهنة الذين رفضوا أداء اليمين الدستورية.
كما زاروا إليزابيث وماري أنطوانيت وفد من مالكي العبيد في سانت دومينغو، الذين جاءوا لتقديم التماس إلى الملك لحمايته من تمرد العبيد.
خلال مظاهرة 20 يونيو 1792 في التويلري، تركت إليزابيث انطباعاً رائعاً بشجاعتها، لا سيما عندما اشتهرت مؤقتاً بأنها الملكة. كانت حاضرة في حجرة الملك أثناء الحدث وبقيت بجانبه خلال معظم الحادث. عندما أجبر المتظاهرون الملك على ارتداء القبعة الحمراء الثورية، أخطأت إليزابيث بالملكة. تم تحذيرها: "أنتي لا تفهمين، إنهم سيأخذونكي إلى النمسا"، فردت عليها بشكل شهير: "آه، يا إلهي، لا تنورهم، تنقذهم من جريمة أكبر". وألقت جانباً حربة وجهت إليها بالكلمات : "انتبه يا سيدي. قد تجرح أحدهم، وأنا متأكد من أنك ستأسف." عندما أغمي رجل ملكي كان يحاول حماية الملك، وصلت إليه وأعاقته بملح رائحتها. بعد مظاهرة 20 يونيو، عزا بعض المتظاهرين الهجوم الفاشل على العائلة المالكة إلى إظهار شجاعة سلوك إليزابيث، وأفادت متظاهرة قائلة: "لم يكن هناك شيء يمكن القيام به اليوم؛ وكان القديس جنفييف الطيب هناك. "
بعد مظاهرة 20 يونيو، ورد أن إليزابيث والملك كانوا يائسان من المستقبل باعتباره هاوية لم يتمكنوا من الهروب منها إلا بمعجزة العناية الإلهية، لكنها واصلت العمل كمستشارة سياسية للملك.
تم تحذير الديوان الملكي من أنه سيكون هناك هجوم على القصر، وتجمع النبلاء الملكيون هناك للدفاع عن العائلة المالكة في 9 أغسطس، وهم ينامون في كل مكان يجدون فيه مكاناً. في اليوم التالي، في انتظار الهجوم، قامت الملكة برفقة الأبناء الملكيين وإليزابيث وأميرة لامبال بجولة في القصر لتشجيع المدافعين، ثم اتبعت الملك عندما قام بتفتيش الحراس داخل القصر. لكنهم لم يرافقوه عندما زار الحراس المنتشرين خارج القصر.
في 10 أغسطس 1792 عندما هاجم المتمردون التويلري، نصح رويدرير الملك والملكة بمغادرة القصر والبحث عن ملجأ في الجمعية التشريعية حفاظاً على سلامتهم، حيث سيكون من المستحيل الدفاع عن القصر.
وُصفت إليزابيث بالهدوء في المجلس ، حيث شهدت، في وقت لاحق من نفس اليوم، خلع شقيقها من العرش. تابعت العائلة من هناك إلى فويلانتس، حيث شغلت الغرفة الرابعة مع ابن أخيها تورزيل ولامبال. خلال الليل ، ورد أنه كان هناك بعض النساء بالخارج في الشارع وهن يصرخن من أجل رؤوس الملك والملكة وإليزابيث ، حيث أساء الملك وسأل "ماذا فعلوا بهن؟" في إشارة إلى التهديدات الموجهة ضد زوجته وأخته. وبحسب ما ورد أمضت إليزابيث الليل مستيقظة في الصلاة. انضم إليهم في فويلانت بعض حاشمتهم ، من بينهم بولين دو تورزيل. تم نقل العائلة بأكملها إلى برج المعبد بعد ثلاثة أيام. قبل مغادرة فيولانت، قالت إليزابيث لبولين دو تورزيل :
"عزيزتي بولين، نحن نعرف تقديرك ومدى ارتباطك بنا. لدي رسالة ذات أهمية قصوى وأود التخلص منها قبل مغادرتي هنا. ساعدني في القيام بذلك. يختفي."
مزقوا رسالة من ثماني صفحات، لكنهم استغرقوا وقتاً طويلاً، مزقت بولين الصفحات من أجلها.

### تومبل
بعد إعدام شقيقها الملك في 21 يناير 1793 وفصل ابن شقيقها لويس السابع عشر عن بقية أفراد الأسرة في 3 يوليو، بقيت إليزابيث مع ماري أنطوانيت، وابنتها ماري تيريز شارلوت في شقتهم في البرج. تم نقل الملكة السابقة إلى كونسييرجيري في 2 أغسطس 1793. عندما تمت نقل زوج شقيقها، طلبت إليزابيث وابنة شقيقها متابعتها دون جدوى؛ في البداية، ومع ذلك، فقد ظلوا بقرب ماري أنطوانيت من خلال الخادم هيو، الذي كان على دراية بالمدام ريتشارد في كونسييرجيري.
تم إعدام ماري أنطوانيت في 16 أكتوبر. كانت رسالتها الأخيرة، التي كتبت في الساعات الأولى من يوم إعدامها، موجهة إلى إليزابيث ، لكنها لم تصلها أبداً. أثناء محاكمة ماري أنطوانيت، وُجهت ضدها اتهامات بالتحرش الجنسي بابنها، وهي اتهامات بدا أن ابنها أكدها عندما تم استجوابه، والتي كانت موجهة أيضاً ضد إليزابيث، وألمحت ماري أنطوانيت إليهم في رسالتها، حيث طلبت من إليزابيث أن تسامح ابنها :
"يجب أن أتحدث إليك عن شيء مؤلم للغاية لقلبي. أعرف كم يجب أن يكون هذا الطفل قد جرحك. سامحني أختي العزيزة. فكر في عمره ومدى سهولة ذلك. لجعل الطفل يقول ما يريده المرء وما لا يفهمه."
بقيت إليزابيث وماري تيريز في جهل بوفاة ماري أنطوانيت. في 21 سبتمبر، حُرموا من امتياز أن يكون لديهم خدم، مما أدى إلى عزل تيسون وتورجي وبالتالي أيضاً قدرتهم على التواصل مع العالم الخارجي من خلال الرسائل السرية. ركزت إليزابيث على ابنة شقيقتها، وطمأنتها ببيانات الاستشهاد الدينية، كما احتجت دون جدوى على معاملة ابن شقيقها. كتبت ماري تيريز عنها لاحقاً : "أشعر أنني أملك طبيعتها. لقد اعتبرتني واهتمت بي كأبنتها، وإعتبرتها والدتي ثانية".

### إعدامها
تم إعدام إليزابيث مع 23 رجلاً وامرأة حوكموا وأدينوا في نفس الوقت الذي حوكمت فيها، وتحدثت كما ورد مع المدام دو سينوزان والمدام دو كروسول في الطريق. في العربة التي نقلتهم إلى إعدامهم، وأثناء انتظار دورها، ساعدت العديد منهم خلال المحنة، وشجعتهم وقامت بتلاوة بروفونديز حتى جاء وقتها.  بالقرب من بونت نيوف، تم خلع المنديل الأبيض الذي كان يغطي رأسها، وبالتالي لكونها الشخص الوحيد ذو الرأس العاري، جذبت اهتماماً خاصاً من قبل المتفرجين، وشهد الشهود أنها كانت هادئة خلال العملية برمتها.
تم دفنها في مقبرة جماعية في مقبرة إيرانسيس في باريس.  في وقت الترميم، بحث شقيقها لويس الثامن عشر عن رفاتها، ليكتشف فقط أن الجثث المدفونة هناك قد تحللت إلى حالة لم يعد من الممكن التعرف عليها. تم وضع بقايا إليزابيث، مع رفات الضحايا الآخرين للمقصلة، في وقت لاحق في سراديب الموتى في باريس. ميدالية تمثلها في كاتدرائية سان دوني.

## تطويبها وتقديسها
تم تقديم سبب تطويب إليزابيث في عام 1924، لكنه لم يكتمل بعد. في عام 1953، اعترف البابا  بيوس الثاني عشر بمرسوم بالطبيعة البطولية لفضائلها لمجرد استشهادها. تم إعلان الأميرة كخادمة لله وتم تقديم سبب التطويب رسمياً في 23 ديسمبر 1953 من قبل الكاردينال موريس فيلتين. 
في عام 2016 ، أعاد الكاردينال أندريه فينت تروا ، رئيس أساقفة باريس ، تنشيط قضية تطويب الأميرة إليزابيث. تم تعيين كزافييه سنووك، وهو كاهن أبرشية سابق في أبرشية القديسة إليزابيث المجرية، مُسلَّحًا للقضية  وفي مايو 2017 اعترفت جمعية المروجين المخلصين من قضيتها. 
في 15 نوفمبر 2017، يأمل فينت تروا بعد التشاور مع مؤتمر أساقفة فرنسا ونيل العتاد من مجمع قضايا القديسين في روما، أن تؤدي إلى تقديس الأميرة إليزابيث، شقيقة لويس السادس عشر . 
اقترح سنووك مسارًا بديلًا لتطويب إليزابيث بناءً على معادلة مايوريم هاك التي أصدرها البابا فرانسيس في 11 يوليو 2017. ولأن لائحة الاتهام لم تشر إلى دينها، لم تُقتل في "كراهية الإيمان" وبالتالي لا يمكن اعتبارها شهيدة. إذا لم يتم اعتبارها شهيدة، يشير سنوك إلى أن المعجزة التي حدثت بعد وفاة إليزابيث والتي تم الحصول عليها من خلال شفاعتها تظل ضرورية. 

## معرض الصور

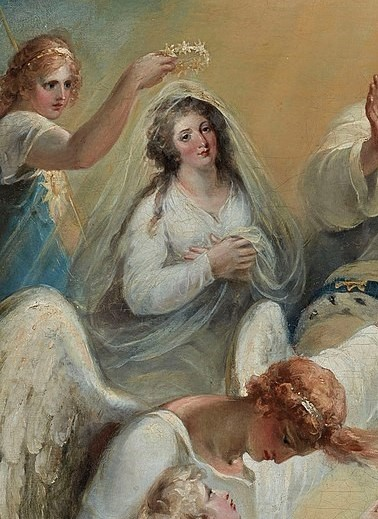
انتصار خادمة الله الأميرة إليزابيث
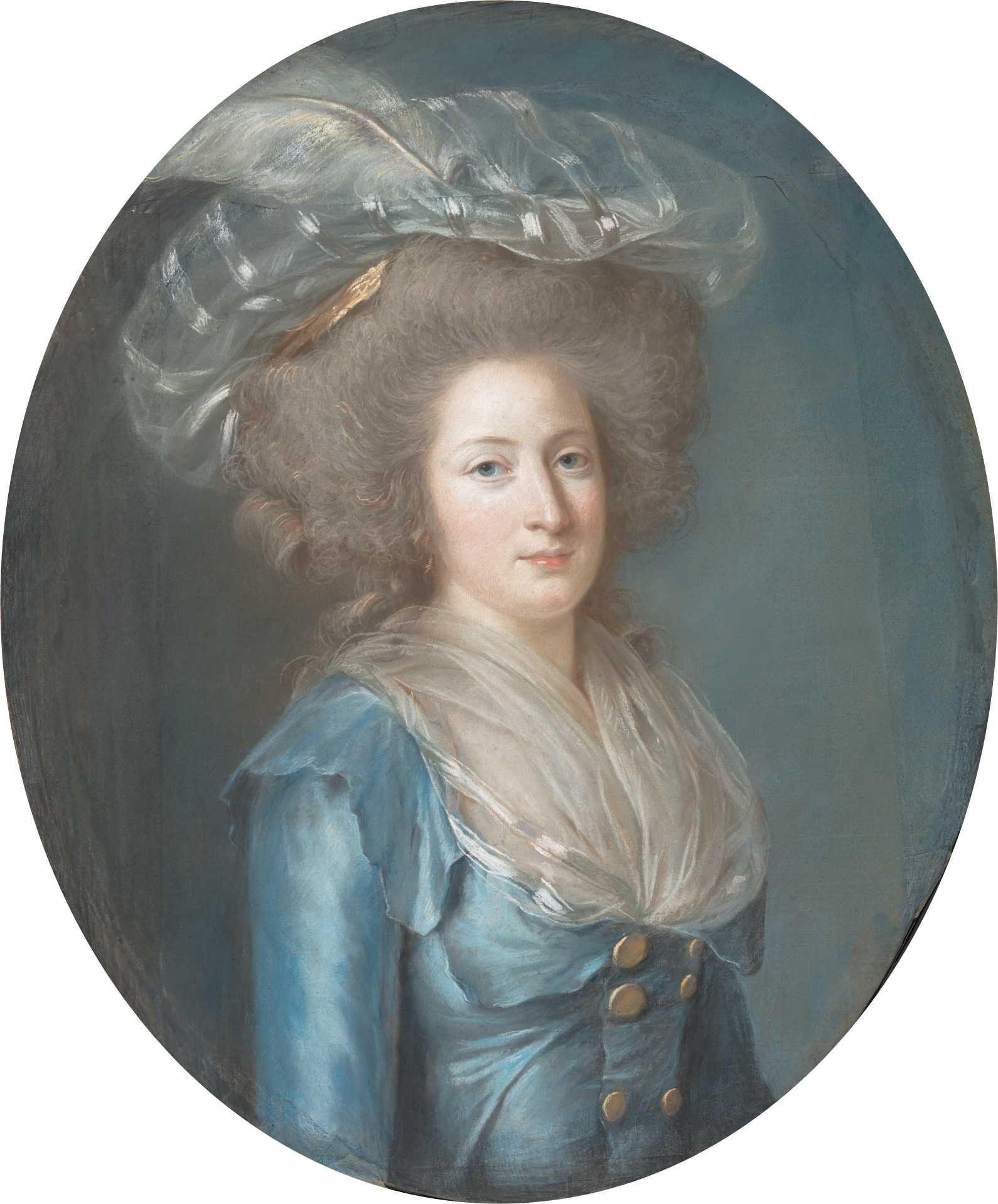

## أنظر أيضاً
- ماري تيريز من سافوي
- ماري أنطوانيت
- لويس السادس عشر
- كلوتيلد الفرنسية
- ماري جوزفين من سافوي
- ماري تيريز (دوقة أنغوليم)

## النسب
|  |                                              |  |  |  |  |  |  |  |  |  |  |  |  |  |  |  |
|  | 8. لويس، دوق بورغوندي                        |  |  |  |  |  |  |  |  |  |  |  |  |  |  |  |
|  |                                              |  |  |  |  |  |  |  |  |  |  |  |  |  |  |  |
|  |                                              |  |  |  |  |  |  |  |  |  |  |  |  |  |  |  |
|  | 4. لويس الخامس عشر ملك فرنسا                 |  |  |  |  |  |  |  |  |  |  |  |  |  |  |  |
|  |                                              |  |  |  |  |  |  |  |  |  |  |  |  |  |  |  |
|  |                                              |  |  |  |  |  |  |  |  |  |  |  |  |  |  |  |
|  | 9. ماري أديلايد من سافوي                     |  |  |  |  |  |  |  |  |  |  |  |  |  |  |  |
|  |                                              |  |  |  |  |  |  |  |  |  |  |  |  |  |  |  |
|  |                                              |  |  |  |  |  |  |  |  |  |  |  |  |  |  |  |
|  | 2. لويس دوفين فرنسا                          |  |  |  |  |  |  |  |  |  |  |  |  |  |  |  |
|  |                                              |  |  |  |  |  |  |  |  |  |  |  |  |  |  |  |
|  |                                              |  |  |  |  |  |  |  |  |  |  |  |  |  |  |  |
|  | 10. ستانيسلاف الأول ملك بولندا               |  |  |  |  |  |  |  |  |  |  |  |  |  |  |  |
|  |                                              |  |  |  |  |  |  |  |  |  |  |  |  |  |  |  |
|  |                                              |  |  |  |  |  |  |  |  |  |  |  |  |  |  |  |
|  | 5. ماريا ليزينسكا من بولندا                  |  |  |  |  |  |  |  |  |  |  |  |  |  |  |  |
|  |                                              |  |  |  |  |  |  |  |  |  |  |  |  |  |  |  |
|  |                                              |  |  |  |  |  |  |  |  |  |  |  |  |  |  |  |
|  | 11. كاتارزينا أوبالينسكا                     |  |  |  |  |  |  |  |  |  |  |  |  |  |  |  |
|  |                                              |  |  |  |  |  |  |  |  |  |  |  |  |  |  |  |
|  |                                              |  |  |  |  |  |  |  |  |  |  |  |  |  |  |  |
|  | 1. الأميرة إليزابيث من فرنسا                 |  |  |  |  |  |  |  |  |  |  |  |  |  |  |  |
|  |                                              |  |  |  |  |  |  |  |  |  |  |  |  |  |  |  |
|  |                                              |  |  |  |  |  |  |  |  |  |  |  |  |  |  |  |
|  | 12. أغسطس الثاني ملك بولندا                  |  |  |  |  |  |  |  |  |  |  |  |  |  |  |  |
|  |                                              |  |  |  |  |  |  |  |  |  |  |  |  |  |  |  |
|  |                                              |  |  |  |  |  |  |  |  |  |  |  |  |  |  |  |
|  | 6. أغسطس الثالث ملك بولندا                   |  |  |  |  |  |  |  |  |  |  |  |  |  |  |  |
|  |                                              |  |  |  |  |  |  |  |  |  |  |  |  |  |  |  |
|  |                                              |  |  |  |  |  |  |  |  |  |  |  |  |  |  |  |
|  | 13. كريستين ايبرهاردين من براندنبورغ-بايرويت |  |  |  |  |  |  |  |  |  |  |  |  |  |  |  |
|  |                                              |  |  |  |  |  |  |  |  |  |  |  |  |  |  |  |
|  |                                              |  |  |  |  |  |  |  |  |  |  |  |  |  |  |  |
|  | 3. ماريا جوزيفا من ساكسونيا                  |  |  |  |  |  |  |  |  |  |  |  |  |  |  |  |
|  |                                              |  |  |  |  |  |  |  |  |  |  |  |  |  |  |  |
|  |                                              |  |  |  |  |  |  |  |  |  |  |  |  |  |  |  |
|  | 14. يوزف الأول إمبراطور الروماني المقدس      |  |  |  |  |  |  |  |  |  |  |  |  |  |  |  |
|  |                                              |  |  |  |  |  |  |  |  |  |  |  |  |  |  |  |
|  |                                              |  |  |  |  |  |  |  |  |  |  |  |  |  |  |  |
|  | 7. ماريا يوزفا من النمسا                     |  |  |  |  |  |  |  |  |  |  |  |  |  |  |  |
|  |                                              |  |  |  |  |  |  |  |  |  |  |  |  |  |  |  |
|  |                                              |  |  |  |  |  |  |  |  |  |  |  |  |  |  |  |
|  | 15. فيلهلمين من براونشفايغ-لونيبورغ          |  |  |  |  |  |  |  |  |  |  |  |  |  |  |  |
|  |                                              |  |  |  |  |  |  |  |  |  |  |  |  |  |  |  |
|  |                                              |  |  |  |  |  |  |  |  |  |  |  |  |  |  |  |

## روابط خارجية
- إليزابيث فيليب الفرنسية على موقع الموسوعة البريطانية (الإنجليزية)